# Vérkhni Orixniki
Vérkhni Orixniki (en (ucraïnès): Верхні Орішники) és un poble de la República Autònoma de Crimea a Ucraïna, que el 2014 tenia 212 habitants. Pertany al districte de Bilogorsk.